# Asortyment

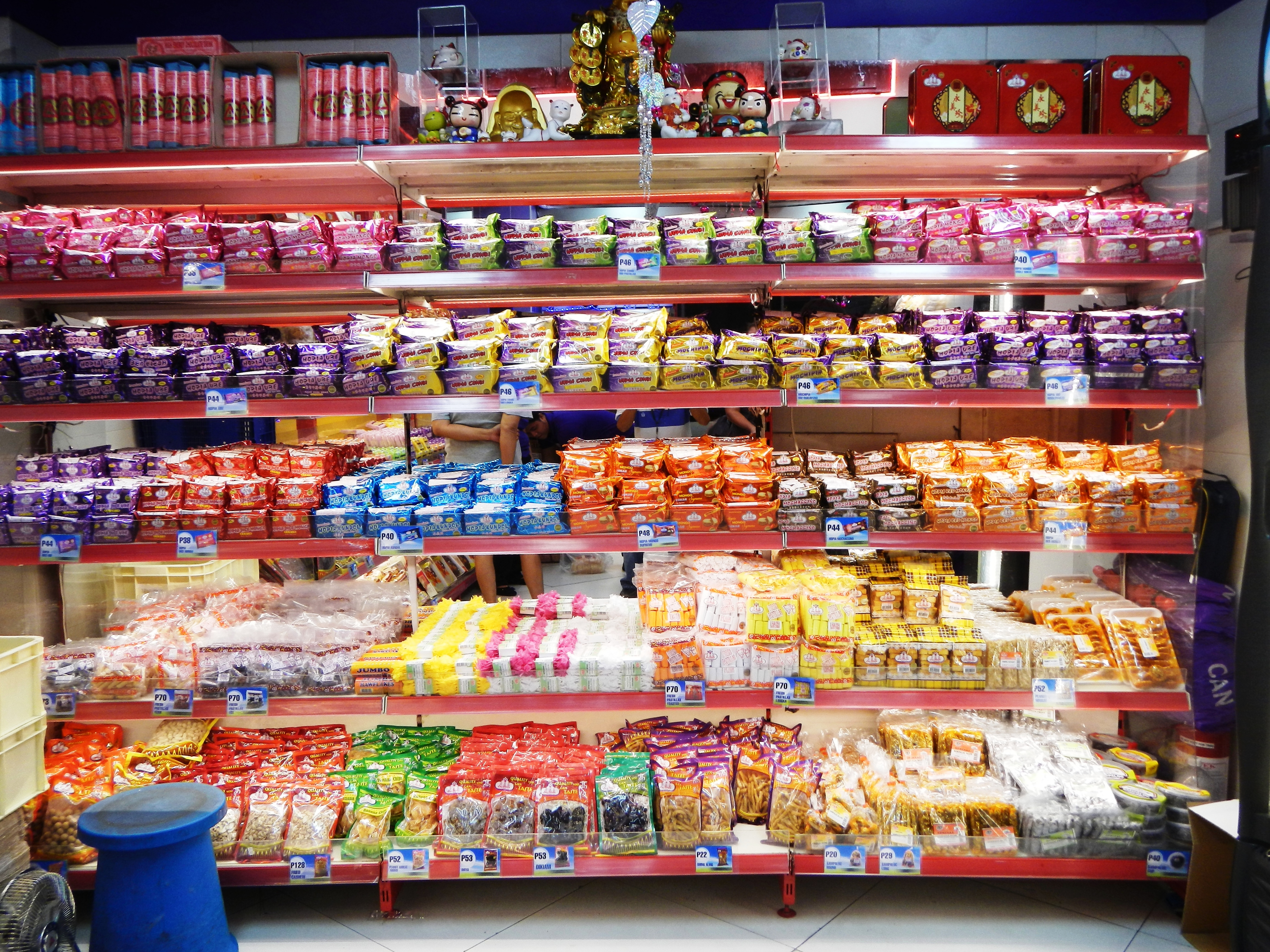
Asortyment ciastek i słodyczy w sklepie

Asortyment – wybór, zestaw, zestawienie produkowanych wyrobów, świadczonych usług lub oferowanych towarów.

## Podział i klasyfikacja
Asortyment można podzielić na:
- asortyment usług
- asortyment produkcji
- asortyment towarów.

W marketingu charakteryzuje się on:
- szerokością asortymentu – liczbą wszystkich grup asortymentowych
- głębokością asortymentu – liczbą wyrobów w danej grupie
- wysokością asortymentu – średnią ceną grupy asortymentowej

a także jego stabilnością czasową.

## Etymologia i inne znaczenia
Słowo pochodzi z języka francuskiego (fr. assortiment) i oznacza zestaw, dobór.
W znaczeniu przenośnym asortyment to zestaw cech i umiejętności, jakie ktoś posiada – znaczenie to bywa krytykowane przez  niektórych językoznawców ze względu na tendencję do nadużywania tego słowa w tym znaczeniu.